# Limnophora screrchlensis
Limnophora screrchlensis är en tvåvingeart som beskrevs av Shinonaga 2005. Limnophora screrchlensis ingår i släktet Limnophora och familjen husflugor. Inga underarter finns listade i Catalogue of Life.